# SINGLE COLLECTION (中西保志のアルバム)
『SINGLE COLLECTION』（シングル・コレクション）は、中西保志2枚目のベスト・アルバム。1997年10月1日発売。発売元は日本コロムビア。

## 概要
デビューから5年を経て発売された初のシングル・コレクション。
発売順に収録され、デジパック仕様のアートワークとなった。

## 収録曲
1. 愛しかないよ（4:58）[1]
2. 最後の雨（4:43）[1]
3. 想い出を閉じこめて（4:40）[1]
4. 千年前から見つめていた（4:59）[1]
5. LAST CALL（6:07）[1]
6. UNFINISH-あの日の君がいる-（4:55）[1]
7. だから憶えている（4:56）[1]
8. 歓送の歌（4:28）[1]
9. 幸せのまえぶれ（4:40）[1]
10. 唇のかたち（5:16）[1]
11. 悲しみのためじゃない（4:52）[1]
12. どうして君を傷つけたのだろう（4：46）[1]
13. それでいいよ（4:27）[1]
14. 恋はいいね（4:16）[1]